# Kontursatz

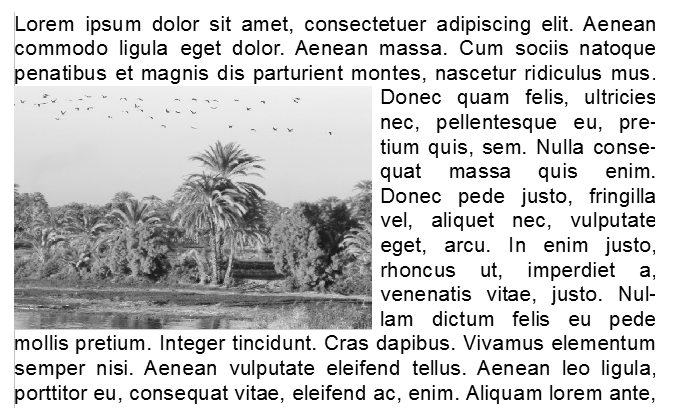
Ein Formsatz, der ein Bild umfließt.

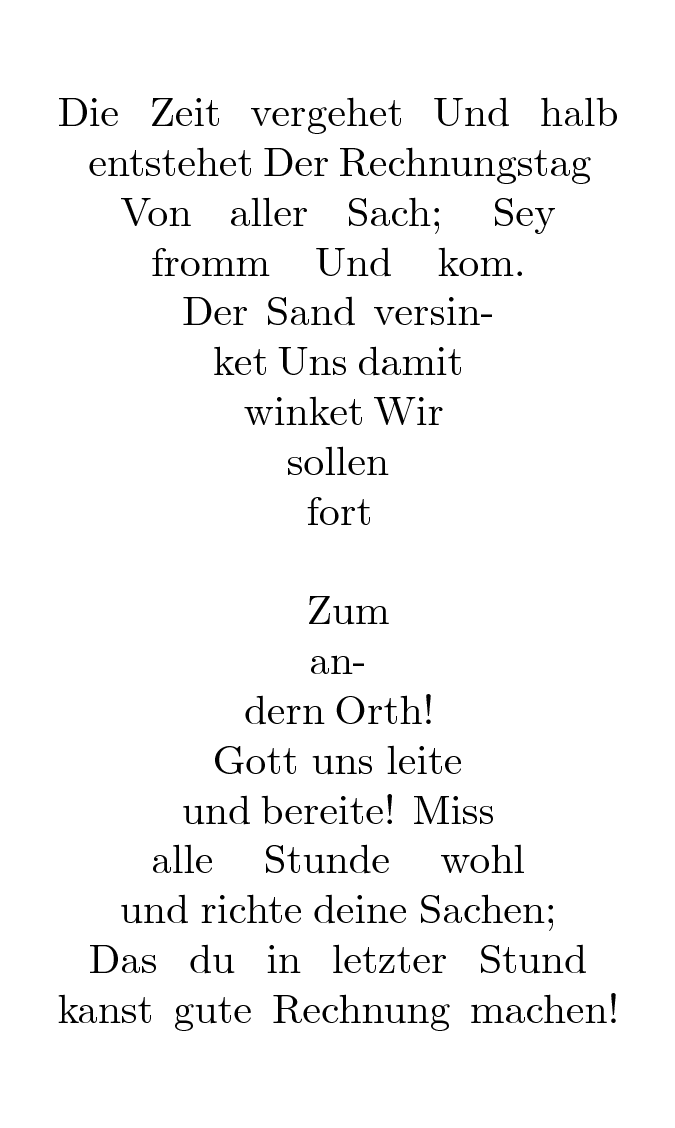
Ein Formsatz bzw. Kontursatz in Form einer Sanduhr
(Gedicht von Theodor Kornfeld)

Bei einem Kontursatz, auch Formsatz genannt, handelt es sich in der Typografie um die Methode, einen Text so zu setzen, dass die Zeilen eines Textes passend zu den Umrissen eines eingefügten Objektes (z. B. denen einer Abbildung) angeordnet werden oder dass der Text in der Kontur eines bestimmten Objektes gesetzt wird. 
Der Formsatz wird hauptsächlich aufgrund seiner gestalterischen Möglichkeiten verwendet. Er ist dabei im Vergleich zu anderen Satzarten wie dem Blocksatz oder dem links- oder rechtsbündigen Flattersatz evtl. schlechter lesbar.